# モノイド閉圏
数学の特に圏論におけるモノイド閉圏（モノイドへいけん、英: closed monoidal category; 閉モノイド圏）とは、モノイド積（テンソル積）およびその右随伴として定まる「冪」（通常の冪対象とは異なる）を対象として持つ圏である。言い換えれば、冪対象の類似物を持ったモノイド圏である。モノイド積が通常の積であるときは（「冪」が本物の冪対象となり、）デカルト閉圏と呼ばれる。
古典的な例は、集合の圏 Set で、モノイド積は集合の直積、「冪」は与えられた対象間の写像全体の集合（配置集合）によって与えられる。他の例は、有限次元ベクトル空間を対象、線型写像を射とする圏 FdVect で、このときモノイド積は通常のテンソル積、「冪」はベクトル空間の間の線型写像全体の成すベクトル空間と取ればよい。
なお、この「冪」は「内部Hom函手」とも呼ばれる。対称モノイド閉圏の内部言語は線形型システムである。

## 定義
閉モノイド圏とは、モノイド圏 𝒞 であって、各対象 B について B のテンソル右乗によって定まる函手 A ↦ A ⊗ B が右随伴 A ↦ (B ⇒ A) を持つものを言う。これはつまり、カリー化と呼ばれる射集合の間の全単射
{\displaystyle \operatorname {Hom} _{\mathcal {C}}(A\otimes B,C)\cong \operatorname {Hom} _{\mathcal {C}}(A,B\Rightarrow C)}
が A および C に関して自然であることを意味する。記法を変えて、以上のことを函手 –⊗ B: 𝒞 → 𝒞 が右随伴 [B, –]: 𝒞 → 𝒞 を持つとも書ける（一般的な記法）。
同じことだが、閉モノイド圏 𝒞 は、任意の対象 A, B に対して
- 対象 A ⇒ B,
- 射 evalA,B: (A ⇒ B) ⊗ A → B,

で以下の性質を満たすものが定まる圏である。
各射 f: X ⊗ A → B に対して射 h: X → A ⇒ B が一意的に存在して、f = evalA,B ∘ (h ⊗ idA) が成り立つ。
この構成は函手 ⇒: 𝒞op ⊗ 𝒞 → 𝒞 を定めることが示せる。この函手を内部 Hom 函手と呼び、対象 A ⇒ B を A と B の内部 Hom と呼ぶ。内部 Hom を表すのにさまざまな一般的記法がある。特に、𝒞 上のテンソル積がデカルト積であるときには、通常の記法 BA が用いられ、冪対象（指数対象）と呼ばれる。

## 両側閉圏と対称圏
厳密に言えば、前節で定義したのは右閉モノイド圏 (right closed monoidal category) である（任意対象のテンソル右乗が右随伴を持つことしか要求していない）。同様に左閉 (left closed) であることを、任意の対象 A によるテンソル左乗函手 B ↦ A ⊗ B が右随伴 B ↦ (B ⇐ A) を持つことと定義する。
定義
両側閉モノイド圏（双閉モノイド圏）とは、左閉かつ右閉なモノイド圏を言う。
対称モノイド圏が左閉であるための必要十分条件は、それが右閉であることである。したがって、「対称閉モノイド圏」というときにはそれが左閉であるか右閉であるかに言及することを要しない。実は、これはより一般の組み紐付きモノイド圏 に対して正しい。実際、組み紐関係子はモノイド積 A ⊗ B を B ⊗ A と自然同型にするから、テンソル右乗と左乗を区別することは意味を成さない。つまりこの自然な方法で任意の右モノイド閉圏を左閉に、あるいはまたその逆に、することができる。
上ではモノイド閉圏を特別な性質を満たすモノイド圏として記述した。それと同値な定義として、特別な性質を満たす閉圏として定めることもできる。つまり、内部 Hom 函手に対して、その左随伴となるモノイド積の存在を定義として課すのである。それが故に、閉モノイド圏はモノイド閉圏 (monoidal closed categories) とも呼ばれる。

## 例
- 集合と写像の圏 Set にデカルト積をモノイド積とするモノイド圏はモノイド閉圏である（さらにデカルト閉圏でもある）。ここに内部 Hom A ⇒ B は A から B への写像全体の成す集合 BA である。計算機科学において、特に函数型プログラミング言語において、このモノイド積と内部 Hom の間の全単射はカリー化と呼ばれる。実際に、Haskell や Caml（英語版） のようないくつかの言語では函数の矢印記法を明示的に用いている。
- より一般に、任意のデカルト閉圏は（そのモノイド構造をデカルト積構造とするとき）対称モノイド閉圏である。この場合、内部 Hom A ⇒ B は、冪対象 BA として書くのが普通。
- 有限次元線型空間と線型写像の圏 FdVect に通常のテンソル積を入れたモノイド圏はモノイド閉圏である。ここで内部 Hom A ⇒ B は A から B への線型写像全体の成す線型空間である。この例はさらにコンパクト閉圏（英語版）でもある。
- より一般に、任意のコンパクト閉圏は、その内部 Hom A ⇒ B を B ⊗ A* で与えて、対称モノイド閉圏になる。